# Nephrotoma nigrirostris
Nephrotoma nigrirostris är en tvåvingeart som beskrevs av Edwards 1928. Nephrotoma nigrirostris ingår i släktet Nephrotoma och familjen storharkrankar. Inga underarter finns listade i Catalogue of Life.